# Daniel Habesohn
Daniel Habesohn (né le 22 juillet 1986 à Vienne est un pongiste autrichien international, membre de l'équipe d'Autriche.
Il est champion d'Europe en double en 2012, associé à son compatriote Robert Gardos.
Il remporte l'Open de Hongrie ITTF en simple en 2014.
Il remporte une médaille de bronze par équipe lors des Jeux européens de 2015.
Il est champion d'Europe par équipe avec l'équipe d'Autriche en 2015, avec Stefan Fegerl et Robert Gardos.
Son meilleur classement mondial est no 48 en mars 2015. Il joue dans le club du SVS Niederösterreich.

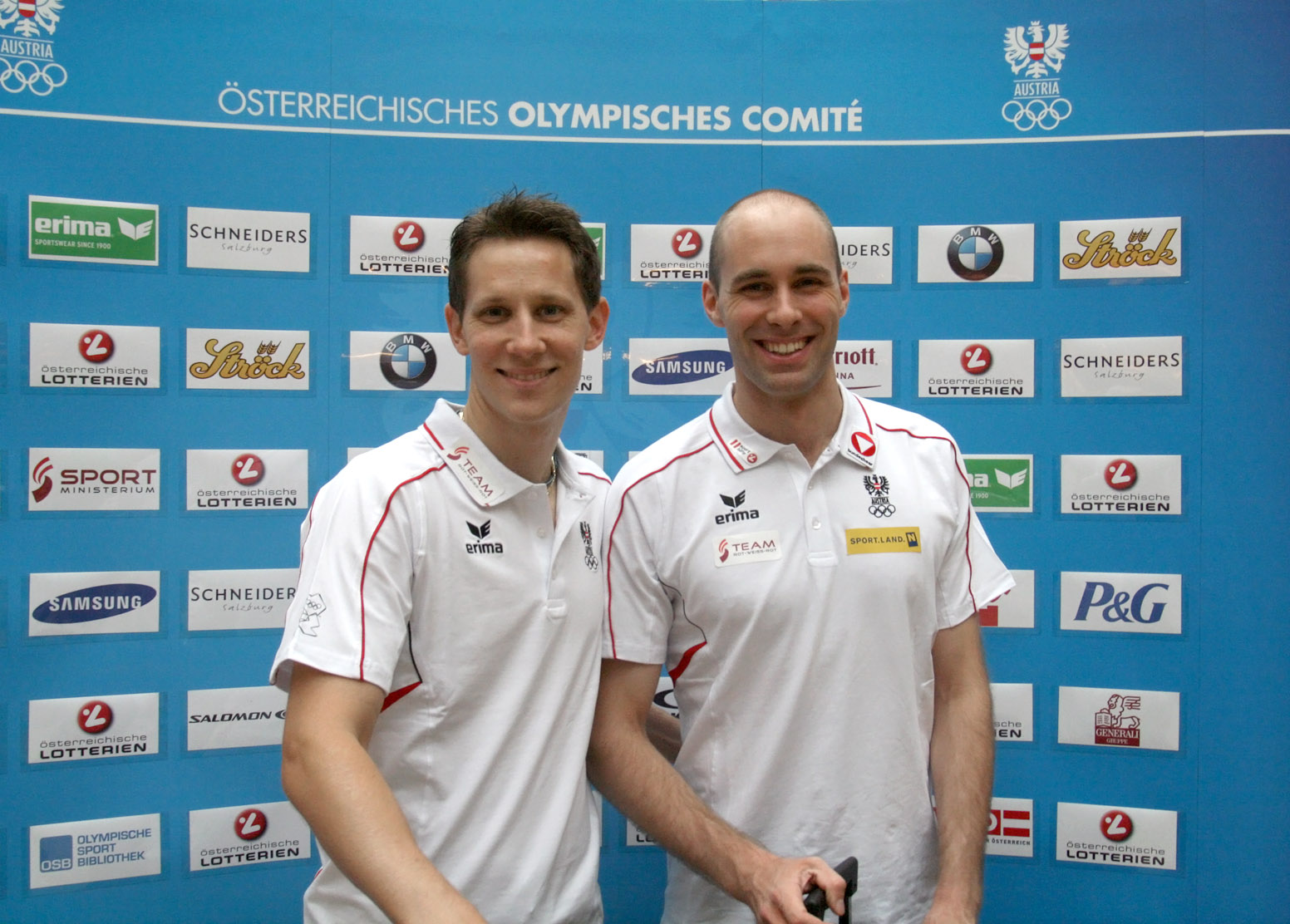
Robert Gardos et Daniel Habesohn lors des JO de 2012